# Galicijska Sovjetska Socijalistička Republika
Galicijska Sovjetska Socijalistička Republika je bila bivša sovjetska republika.
Postojala je u razdoblju od 8. srpnja 1920. do 21. rujna 1920. godine, za vrijeme poljsko-sovjetskog rata unutar područja "Sjeverozapadnog fronta" Crvene armije.
Galicijsku SSR je uspostavio i vodio Galicijski revolucionarni odbor (Galrevkom), privremena vlada stvorena pod zaštitom SSSR-a.
Vladino sjedište je bilo u Tarnopolu u istočnoj Galiciji, a predsjednik joj je bio Volodimir Zatonski.
Galrevkom je uspostavio upravne strukture, galicijsku Crvenu armiju, valutu, obrazovni sustav.
Službeni jezici (jednaka statusa) su bili: poljski jezik, ukrajinski jezik i jidiš.
Galrevkom nije nadzirao važno područje istočne Galicije: područje Lavova s naftnim poljima kod Borislava i Drohobiča.
Galicijsku SSR je ponovno okupirala Poljska na 21. rujna 1920. godine.
Slična, ali manje temeljita djelatnost Polrevkoma se odnosila na "Sjeverozapadni front" Crvene armije.